# Don Grolnick
Don Grolnick (né le 23 septembre 1947 et mort le 1er juin 1996 à New York) était un pianiste et compositeur de jazz américain.
Il a contribué avec des artistes comme Michael Brecker, David Sanborn ou Marcus Miller à l'essor du jazz rock East Coast.

## Discographie

### Albums
1. Hearts and Numbers (1985)
2. Weaver of Dreams (1989)
3. Nighttown (1992)
4. Medianoche (1995)